# Nicola Beer
Nicola Beer, née le 23 janvier 1970 à Wiesbaden, est une femme politique allemande, membre du Parti libéral-démocrate (FDP). 

## Carrière politique
Fin 2013, Christian Lindner, président du FDP, propose Beer au poste de secrétaire générale. Elle est élue le 7 décembre 2013 avec 84,3 % des voix, puis réélue le 15 mai 2015. 
Pour les élections fédérales de 2017, Beer dirige la campagne de son parti dans le Land de Hesse. Elle fait partie de la délégation de son parti dans les négociations - infructueuses - en vue de former un gouvernement de coalition avec les démocrates chrétiens et le Parti vert. Elle est ensuite membre de la Commission de l'éducation, de la recherche et de l'évaluation technologique. 
En septembre 2018, Beer annonce qu'elle dirige la liste du FDP aux élections européennes de 2019.
Beer a nié publiquement à plusieurs reprises le consensus de la science climatique. Par exemple, Beer a parlé dans un tweet en 2017 de "l'occurrence présumée d'événements météorologiques plus extrêmes" en utilisant le hashtag "#Fakenews". Dans une déclaration, Beer a décrit la « causalité des situations météorologiques extrêmes et du changement climatique » comme « réfutée scientifiquement ». Une vidéo de Rezo, un youtubeur allemand bien connu, a traité des déclarations de Beer sur la politique climatique et a conclu que les doutes de la vice-présidente du Parlement européen sur le consensus scientifique sur la science du climat ne jetaient pas un bon éclairage sur le sérieux de ses annonces.